# Jardin botanique de Thoutmôsis III

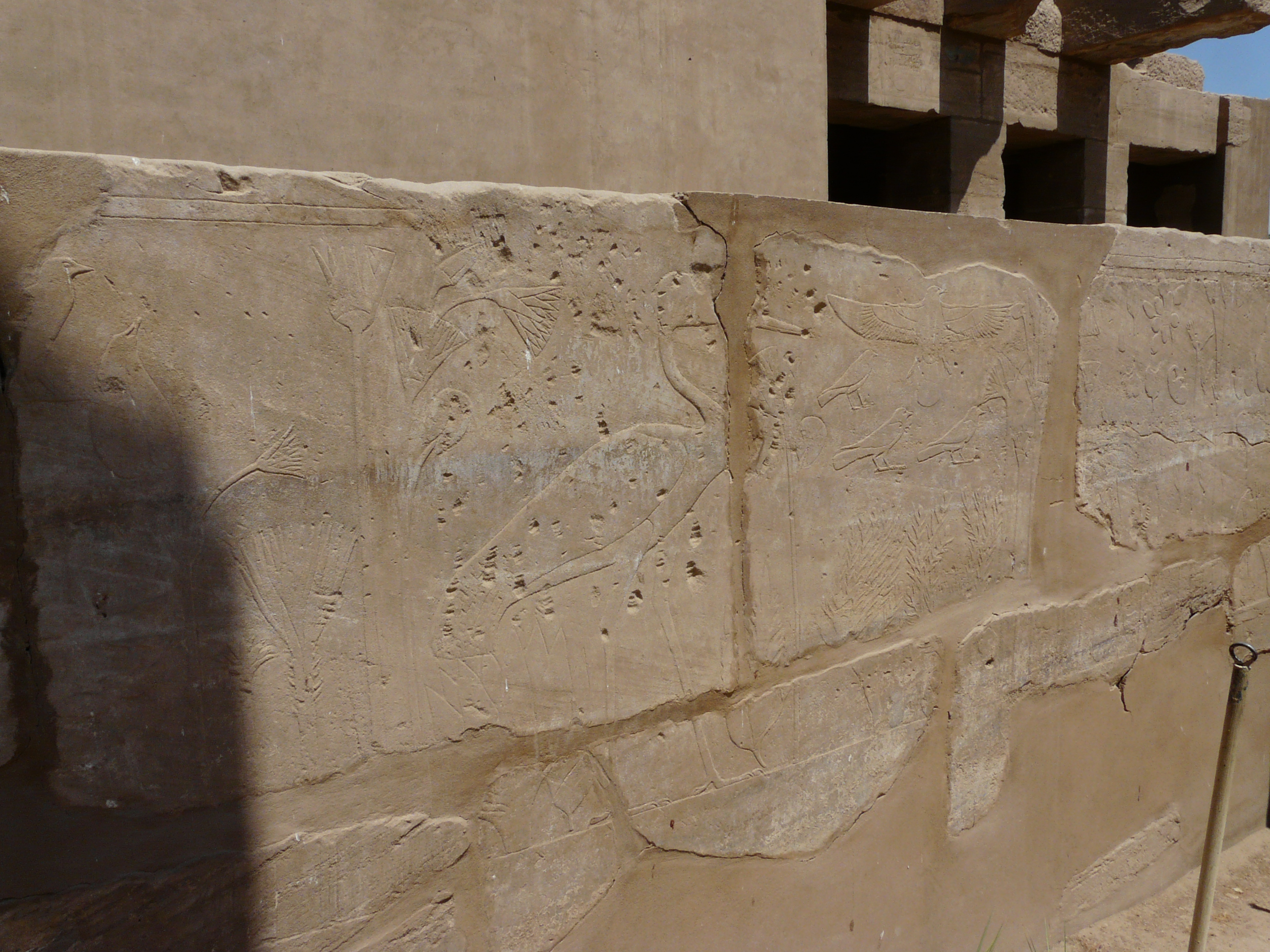
Mur dans le temple de Karnak représentant le jardin botanique de Thoutmôsis III

Le jardin botanique de Thoutmôsis III est une représentation, exécutée avec un remarquable souci du détail, de la faune et surtout de la flore de l'empire égyptien à son apogée. Il se trouve sur les murs de la pièce contiguë à la salle des fêtes de Thoutmôsis III, dans le temple de Karnak.
Thoutmôsis III, le grand pharaon guerrier qui repousse les frontières de l'Égypte dans le nord comme dans le sud, ramène de ses campagnes militaires — outre un butin considérable — des essences rares, des animaux et des plantes luxuriantes. Leurs représentations se trouveront gravées sur les murs du sanctuaire qu'il fait construire dans l'enceinte sacrée du temple de Karnak.
Le pharaon vante la beauté des paysages, la luxuriance de la flore et la richesse de la faune qu'il a découvertes lors de ses campagnes victorieuses contre les Asiatiques. Le Rétjénou supérieur (Syrie-Palestine actuels) en particulier émerveille le monarque qui s'empresse de le faire sculpter en bas-relief sur les murs de Karnak. Sur les terrains situés à l'arrière du naos, jugé trop exigu, le pharaon fait bâtir un nouvel ensemble appelé Akhmenou, c'est-à-dire « temple de la régénération du souverain ». Les murs de la salle hypostyle qui précède ce sanctuaire servent alors aux artistes royaux qui, sur ordre de Pharaon, gravent dans la pierre les plus belles représentations bucoliques de l'Égypte.
Le jardin botanique représenté sur les parois de l'Akhmenou est peut-être la représentation magnifiée et sublimée du jardin sacré du temple d'Amon, où animaux et oiseaux avaient l'habitude de se côtoyer, protégés par un enclos, dans la douce fraîcheur d'une végétation luxuriante. Il existait un enclos identique à côté du lac sacré, à proximité des magasins. De cet endroit partait une galerie couverte qui permettait aux oies sacrées d'aller s'ébattre dans le lac et de rentrer au bercail à l'abri des regards.
Beaucoup de riches propriétaires ou de hauts dignitaires de la cour s'enorgueillissaient de posséder, à l'instar du roi, des jardins magnifiques rivalisant d'essences rares, d'animaux sauvages et d'oiseaux multicolores.